# Prida sechellensis
Prida sechellensis är en spindelart som först beskrevs av Benoit 1979.  Prida sechellensis ingår i släktet Prida och familjen dansspindlar.
Artens utbredningsområde är Seychellerna. Inga underarter finns listade i Catalogue of Life.